# Lost and Forgotten
Lost and Forgotten (engleski: Izgubljeni i zaboravljeni) je pjesma Petra Naliča iz 2010. s kojom je, zajedno sa svojom glazbenom družinom, predstavljao Rusiju na Eurosongu 2010. u Oslu. Tekst i glazbu za pjesmu napisao je sam Nalič.
Pjesma je nastupala u prvom polufinalu kao druga pjesma večeri, nakon Moldavije, te prije Estonije. Nakon glasovanja, Nalič je sa svojom družinom završio na 7. mjestu, skupivši 74 boda, što je bilo dovoljno za plasman u finale. U finalu su nastupili 20., a nakon glasovanja su završili na 11. mjestu s ukupno 90 bodova. 